# Вонтыръёган
Вонтыръёган (устар. Вонтэр-Еган) — река в России, протекает по территории Нижневартовского района Ханты-Мансийского автономного округа. Устье реки находится в 156 км от устья реки Коликъёган по правому берегу. Длина реки — 68 км, площадь водосборного бассейна — 690 км².
Основные притоки от устья к истоку: Пыхтолъёган, Юхъёган, Ай-Юхъёган, Энтль-Вонтыръёган.

## Данные водного реестра
По данным государственного водного реестра России относится к Верхнеобскому бассейновому округу, водохозяйственный участок реки — Вах, речной подбассейн реки — бассейн притоков (Верхней) Оби от Васюгана до Ваха. Речной бассейн реки — (Верхняя) Обь до впадения Иртыша.